# Skulpturenweg Rodenbach
Der Skulpturenweg Rodenbach ist ein drei Kilometer langer Weg durch den Reichswald bei Rodenbach im Landkreis Kaiserslautern.

## Projektbeschreibung
Der Rodenbacher Skulpturenweg zählt zum Wanderwegenetz der Verbandsgemeinde Weilerbach. Er beginnt beim Dorfweiher und führt entlang des Naturschutzgebietes bis zur alten Steige. Entlang des Weges befinden sich 19 Skulpturen oder Skulpturengruppen.

### Entstehungsgeschichte
Die Gemeinde Rodenbach lud 1991 Schülerinnen der Steinbildhauerklasse der Meisterschule des Handwerks Kaiserslautern ein, in Rodenbach einen Skulpturenweg zu gestalten. Schulleiter, Fachlehrer und Sponsoren halfen bei der Verwirklichung des Projektes. Als Themen für die Werke waren Motive mit örtlichem Bezug gewählt, Wasser oder keltische Geschichte.
Der viele Jahre in Rodenbach wohnhafte Künstler Ludwig Grub schuf 2003 den Summstein, (Skulpturenweg, Pos. 2) und der Rodenbacher Tümpelkriecher am Dorfweiher (Skulpturenweg, Pos. 3); ebenso den Brunnen in der Rathausstraße, bei dem ehemalige Viehtröge verwendet sind.

## Werke im Skulpturenweg (Auswahl)
- Martin Blank: Aufsteigend – Absteigend, 1991 – (Pos. 1)
- Ludwig Grub: Summstein, 2003 – (Pos. 2)
- Irene Mürdter: Wasser reißt und rundet, 1991 – (Pos. 4)
- Steffi Glandorf: Wasserbläser, 1991 – (Pos. 6)

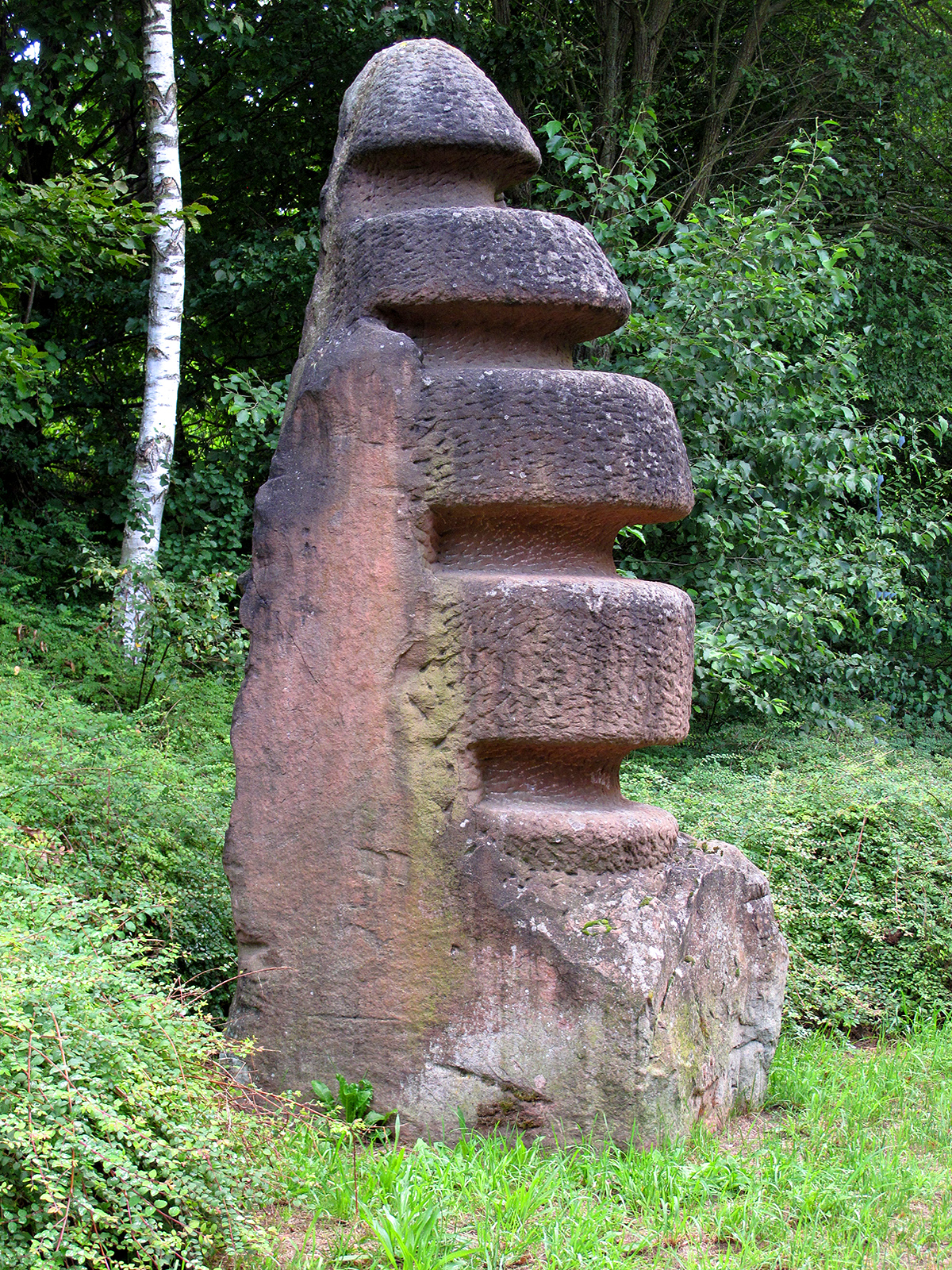
Martin Blank: Aufsteigend – Absteigend, 1991
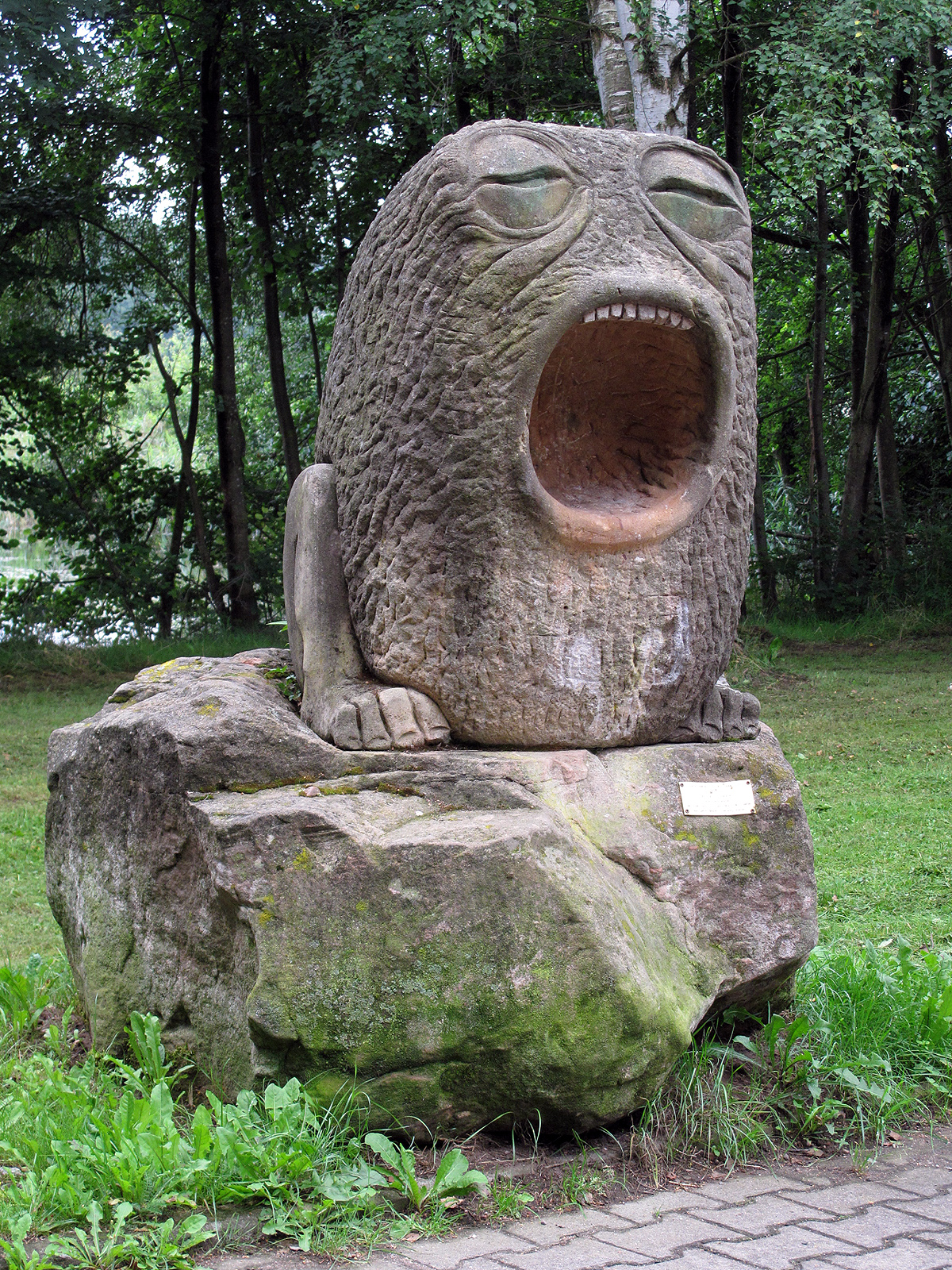
Ludwig Grub: Summstein, 2003
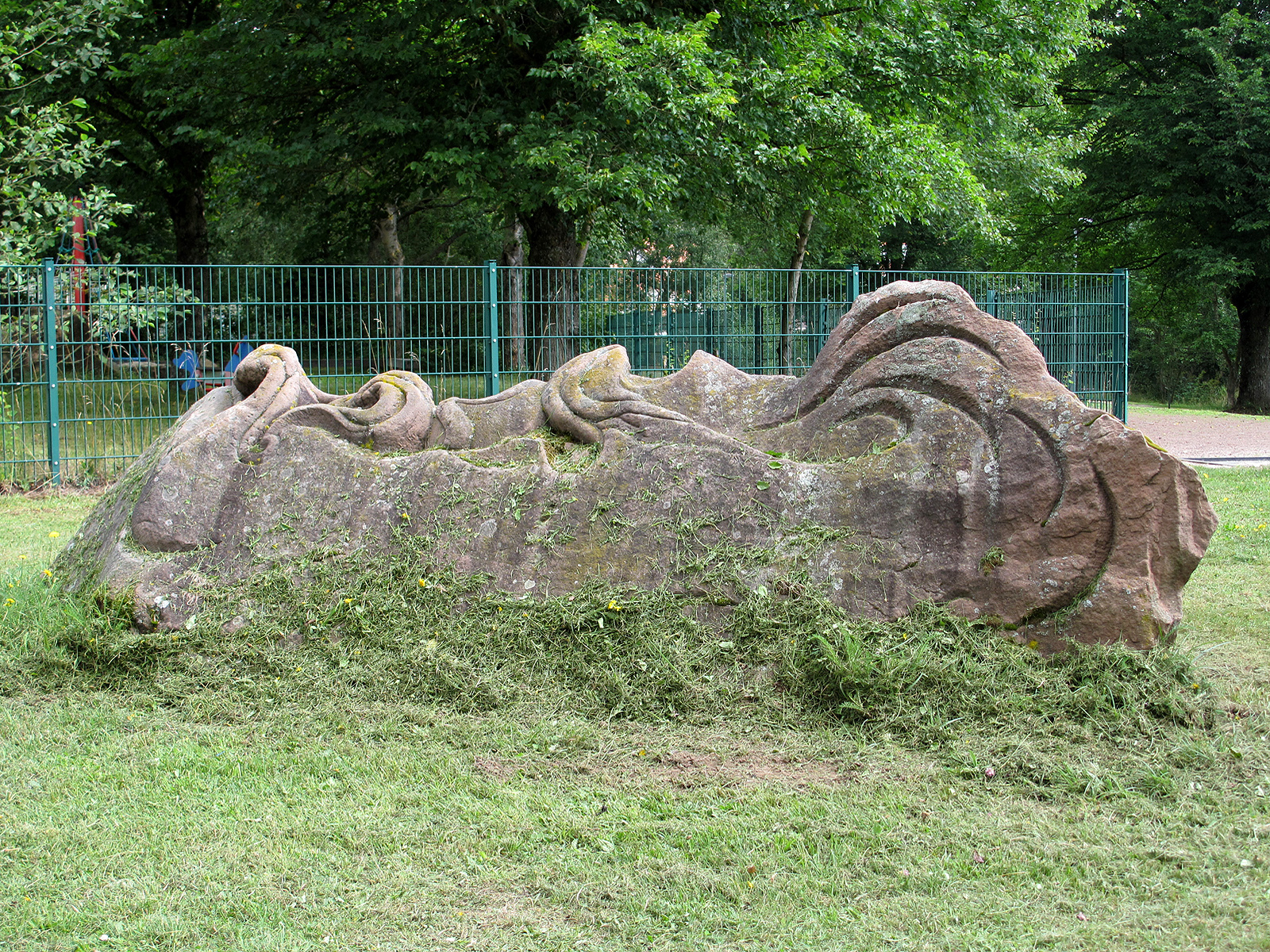
Irene Mürdter: Wasser reißt und rundet, 1991
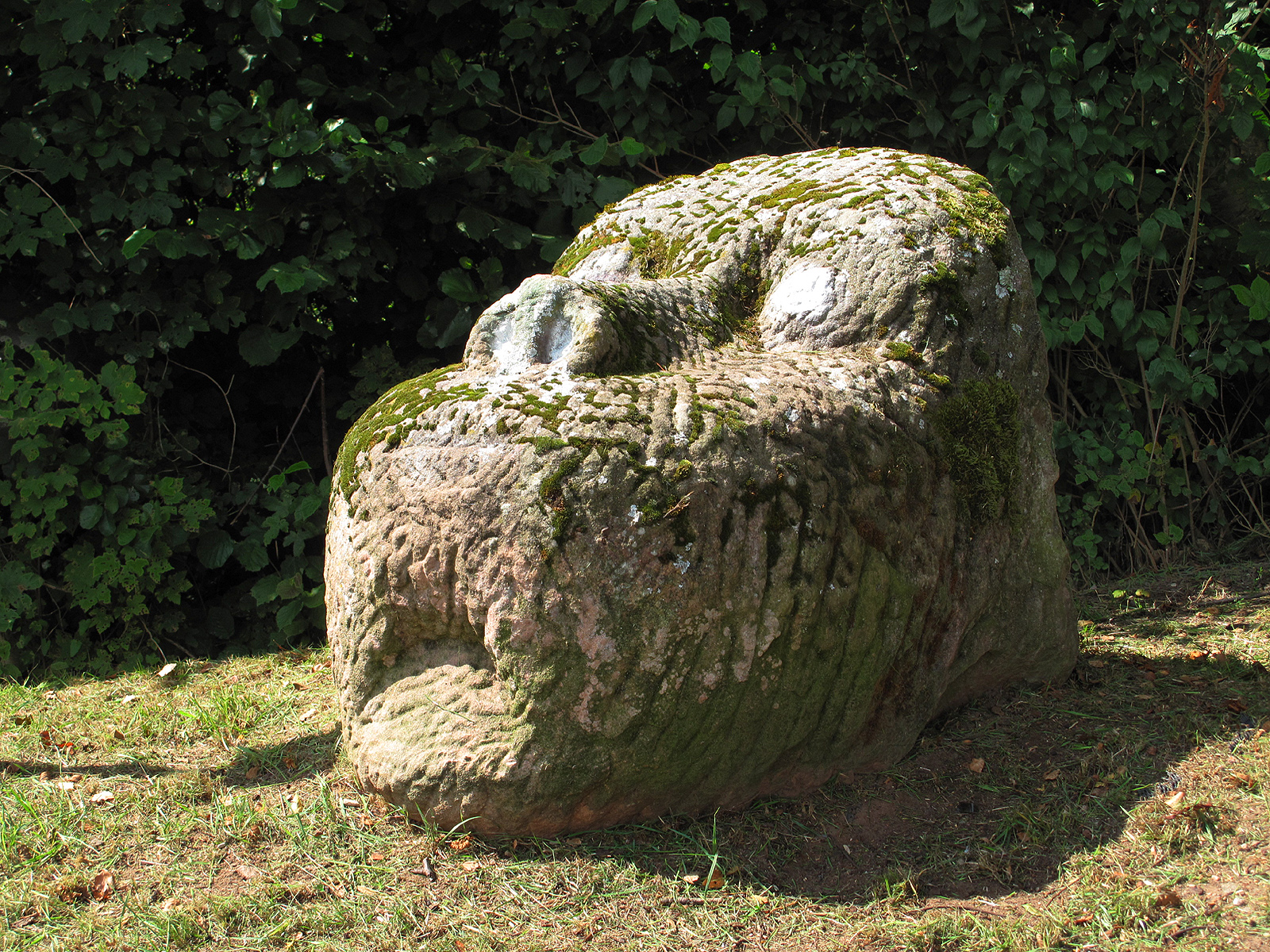
Steffi Glandorf: Wasserbläser, 1991